# Irish Open 1956
Die Irish Open 1956 waren die 43. Austragung dieser internationalen Meisterschaften von Irland im Badminton. Sie fanden vom 15. bis zum 18. Februar in Dublin statt.

## Finalresultate
| Disziplin    | Sieger                               | Finalist                         | Ergebnis            |
| ------------ | ------------------------------------ | -------------------------------- | ------------------- |
| Herreneinzel | James P. Doyle                       | Frank Peard                      | 15–10, 15–8         |
| Dameneinzel  | Mary O’Sullivan                      | Yvonne Kelly                     | 11–3, 12–10         |
| Herrendoppel | Alastair Russell Alistair McIntyre   | R. S. Love Kenneth Carlisle      | 15–8, 12–15, 15–8   |
| Damendoppel  | Marjory B. Forrester Maggie McIntosh | Yvonne Kelly Mary O’Sullivan     | 12–15, 15–12, 15–12 |
| Mixed        | R. Smyth Sheila Smyth                | Oon Chong Teik Dorothy Donaldson | 15–10, 15–13        |